# Патриархи Сирийской католической церкви
Патриархи Сирийской католической церкви — список патриархов Сирийской католической церкви с годами правления. Сирийская католическая церковь была образована в 1662 году, когда патриарх Игнатий Андрей I был принят в церковное общение с Римом. С 1702 по 1782 год сирийский католический патриархат был уничтожен, однако затем вновь возобновлён. С момента возобновления деятельности патриархата на посту предстоятеля церкви сменилось 14 человек, нынешний глава Церкви — Игнатий Иосиф III был избран на синоде 18-20 января 2009 года. По традиции, первое имя у сиро-католического патриарха обязательно должно быть Игнатий, второе имя предстоятель избирает сам.
- Игнатий Андрей I (1662—1677);
- Игнатий Пётр VI (1677—1702).

С 1702 по 1782 год патриаршество было вакантным. 
- Игнатий Михаил III (1782—1800);
- Игнатий Михаил IV (1802—1810);
- Игнатий Симон II (1811—1818);
- Игнатий Пётр VII (1820—1851);
- Игнатий Антоний I (1853—1864);
- Игнатий Филипп I (1866—1874);
- Игнатий Георгий V (1874—1891);
- Игнатий Бехнам II (1893—1897);
- Игнатий Ефрем II (1898—1929);
- Игнатий Гавриил I (1929—1968);
- Игнатий Антоний II (1968—1998);
- Игнатий Мусса I (1998—2001);
- Игнатий Пётр VIII (2001—2008);
- Игнатий Иосиф III (20 января 2009 — по настоящее время).